# Hejőpapi
Hejőpapi è un comune dell'Ungheria di 1.248 abitanti (dati 2001) . È situato nella contea di Borsod-Abaúj-Zemplén a 21 km dal capoluogo Miskolc